# Campeonato Juvenil de la AFC 1986
El Campeonato Juvenil de la AFC 1986 se llevó a cabo del 1 al 10 de diciembre en Riad, Arabia Saudita; y contó con la participación de 8 selecciones juveniles de Asia surgidas de una ronda clasificatoria previa.
El anfitrión Arabia Saudita venció en la final a Baréin para ganar el torneo por primera ocasión.

## Participantes
| - Indonesia - India - Sri Lanka - Arabia Saudita (anfitrión) | - Catar - Baréin - Corea del Norte - Corea del Sur |

## Fase de grupos

### Grupo A
| País           | J | G | E | P | GF | GC | GD  | PTS |
| -------------- | - | - | - | - | -- | -- | --- | --- |
| Arabia Saudita | 3 | 3 | 0 | 0 | 13 | 1  | +12 | 6   |
| Catar          | 3 | 2 | 0 | 1 | 7  | 3  | +4  | 4   |
| India          | 3 | 0 | 1 | 2 | 2  | 8  | -6  | 1   |
| Indonesia      | 3 | 0 | 1 | 2 | 1  | 11 | -10 | 1   |

| Equipo 1       | Resultado | Equipo 2       |
| -------------- | --------- | -------------- |
| Qatar          | 3-0       | Indonesia      |
| Arabia Saudita | 4-0       | India          |
| India          | 1-3       | Qatar          |
| Indonesia      | 0-7       | Arabia Saudita |
| India          | 1-1       | Indonesia      |
| Arabia Saudita | 2-1       | Qatar          |

### Grupo B
| País            | J | G | E | P | GF | GC | GD  | PTS |
| --------------- | - | - | - | - | -- | -- | --- | --- |
| Baréin          | 3 | 2 | 1 | 0 | 9  | 1  | +8  | 5   |
| Corea del Norte | 3 | 2 | 0 | 1 | 4  | 1  | +3  | 4   |
| Corea del Sur   | 3 | 1 | 1 | 1 | 9  | 2  | +7  | 3   |
| Sri Lanka       | 3 | 0 | 0 | 3 | 0  | 18 | -18 | 0   |

| Equipo 1        | Resultado | Equipo 2        |
| --------------- | --------- | --------------- |
| Corea del Sur   | 1-1       | Baréin          |
| Sri Lanka       | 0-3       | Corea del Norte |
| Corea del Norte | 0-1       | Baréin          |
| Sri Lanka       | 0-8       | Corea del Sur   |
| Baréin          | 7-0       | Sri Lanka       |
| Corea del Norte | 1-0       | Corea del Sur   |

## Fase Final

### Semifinales
| Equipo 1        | Resultado | Equipo 2       |
| --------------- | --------- | -------------- |
| Corea del Norte | 0-2       | Arabia Saudita |
| Qatar           | 0-2       | Baréin         |

### Tercer Lugar
| Equipo 1        | Resultado | Equipo 2 |
| --------------- | --------- | -------- |
| Corea del Norte | 1-0       | Qatar    |

### Final
| Equipo 1 | Resultado | Equipo 2       |
| -------- | --------- | -------------- |
| Baréin   | 0-2       | Arabia Saudita |

## Campeón
| Campeonato Juvenil de la AFC 1986 |
| --------------------------------- |
| Bandera de Arabia Saudita         |
| Arabia Saudita 1º Título          |

## Clasificados al Mundial Sub-20
| - Arabia Saudita | - Baréin |